# Луїджі Беккалі
Луїджі Беккалі (італ. Luigi Beccali; нар. 19 листопада 1907 — пом. 29 серпня 1990) — італійський легкоатлет, який спеціалізувався в бігу на середні дистанції.

## Із життєпису
Олімпійський чемпіон-1932 з бігу на 1500 метрів.
У 1936, на наступній Олімпіаді, здобув «бронзу» в бігу на 1500 метрів.
Чемпіон Європи-1934 з бігу на 1500 метрів.
Бронзовий призер чемпіонату Європи-1938 у бігу на 1500 метрів.
Ексрекордсмен світу з бігу на 1000 ярдів та 1500 метрів.
Завершив спортивну кар'єру у 1941, після чого переїхав жити до США. Працював винним торговцем.

## Основні міжнародні виступи
| Рік  | Змагання         | Місто        | Місце | Дисципліна | Примітки         |
| ---- | ---------------- | ------------ | ----- | ---------- | ---------------- |
| 1928 | Олімпійські ігри | Амстердам    | 1заб4 | 1500 м     |                  |
| 1932 | Олімпійські ігри | Лос-Анджелес | 1     | 1500 м     | Відео на YouTube |
| 1934 | Чемпіонат Європи | Турин        | 1     | 1500 м     |                  |
| 1936 | Олімпійські ігри | Берлін       | 3     | 1500 м     | Відео на YouTube |
| 1938 | Чемпіонат Європи | Париж        | 3     | 1500 м     |                  |